# Найти девушку
«Найти девушку» (англ. Find the Lady) — комедия режиссёра Джона Трента с  Джоном Кэнди и Лоуренсом Дейном в главных ролях. Фильм является сиквелом фильма «Это казалось тогда хорошей идеей»», вышедшего в 1975 году. 
Премьера фильма состоялась в Канаде в ноябре 1976 года, а в США кинолента вышла в прокат в ноябре 1977 года.

## Сюжет
Дочь богатого бизнесмена похищена. На шефа полиции оказывают давление, чтобы он разыскал её как можно скорее. Он поручает офицерам Копеку и Бруму отыскать пленницу и вернуть её домой живой и здоровой.
Полицейские не догадываются, что похищение ложное. Богатый папочка нанял несколько громил из мафии, чтобы они похитили его девочку. Это было нужно ему, чтобы деньгами, как бы пошедшими на выкуп, оплатить свои игорные долги.
К несчастью для папы-бизнесмена, дочурка решила сбежать со своим приятелем, после чего её действительно похитили. Причём те, кого отец не нанимал.

## В ролях
| Актёр          | Роль          |
| -------------- | ------------- |
| Джон Кэнди     | Копек         |
| Лоуренс Дейн   | Брум          |
| Эд Макнамара   | Камински      |
| Роберт Макхеди | Рейлли        |
| Гарри Спигель  | Фрэнкель      |
| Лори Сето      | Флэнаган      |
| Майкл Кирби    | доктор Сеттер |
| Дик Эмери      | Лео           |
| Микки Руни     | Триггер       |
| Питер Кук      | Леуэнхак      |